# 峯崎薬品
峯崎薬品株式会社（みねざきやくひん）は、かつて大阪市東区平野町3-34に本社を置いていた、主に医薬品・医療機器の卸売りを扱う企業であった。総合医薬品卸業者。現在は共創未来グループの一社「東邦薬品」である。

## 概要
- 終戦後の大阪地区の医薬品卸業者は塩野義製薬系「大阪薬品」、武田薬品系「厚和薬品」、稲畑産業系の「重松本店」、田辺製薬系の「峯崎薬品」、藤沢薬品系の「扇薬品」中外製薬系「新王薬品」、三共系の「関西薬品」、エーザイ系の「日本商事」、田辺製薬系「田辺薬品」、大衆薬では「岩城薬品（イワキ）」「中村滝商店・大坂支店」等が市場のシェアを奪い合っていた。
- 田辺製薬は終戦後の苦難期をなかなか乗り越えられず、昭和29年にはついに無配に転落する。その為に、戦前と比べて有力卸が相次いで離脱していく事態となった。販売網の弱体化は会社存亡にかかる危機である。昭和32年～昭和33年にかけてようやく経営危機を脱して、再建は軌道に乗り始める。自社ブランドの販売ルートを整備拡大のため、販売組織を再編集する為に、大坂の系列卸である「峯崎薬品」と「田辺薬品」との合併を勧める。
- 昭和33年8月に合併提案を提示されたが、田辺製薬中心の営業基盤では、激烈な大阪地区では生き残れないと考え一旦は2社とも拒否する。田辺製薬は自社製品を独占的に販売する「大阪田辺販売株式会社」を会社設立し、2社とも準特約店に降格させた。「峯崎薬品」は、大分地区での乱売により本社組織の再建が急務であったため、この条件をのみ「田辺峯崎株式会社」として発足する。「大阪田辺販売株式会社」は解散する。
- 「田辺薬品」は、田辺製薬から準特約店契約も取り消され売上の30%を田辺製品に頼っていた部分を山之内製薬等からの援助で補う。山之内製薬系の医薬品卸となり再出発する。
- 田辺製薬は、「田辺峯崎」以外に「北村薬品」に資本出資し「栄一薬品」として系列傘下とし大阪市場の流通拡大を図る。

## 会社概要
- 代表取締役社長 - 峯崎慶三郎
- 資本金 - 500万円

## 沿革
- 昭和24年12月21日資本金500万円で「峯崎薬品株式会社」を設立。
- 昭和33年9月田辺製薬が資本参加し「田辺峯崎株式会社」に商号変更

## 主な取引メーカー
- 田辺製薬 等

## 備考
- エーザイの大阪進出は、峯崎薬品の倉庫3坪を借用して「大阪分室」を設立したことに始まる。その後道修町2-3に百坪の土地を購入し新築する。